# Fátima Miranda
Fátima Miranda est une chanteuse et chercheuse espagnole née à Salamanque.

## Biographie
Fátima Miranda a un 2e degré en histoire de l'art dans la spécialisation  « art moderne. » Elle a publié deux livres sur l'architecture et l'urbanisme. Elle fut la directrice de la phonothèque de l'université complutense de Madrid de 1982 à 1989.
Comme chanteuse, ses compositions touchent divers genres comme la chanson mongole ou le Dhrupad de l'Inde, elle a fait de nombreuses recherches par rapport à la voix et elle a développé des techniques buccales exclusives, classifiées selon la tonalité et le registre. Son intérêt pour l'avant-garde comprend aussi la vidéo, la musique minimaliste, les arts scéniques et le contact artiste-public.
Elle fonde avec Llorenç Barber le groupe Taller de Música Mandana en 1979.
Elle habite actuellement à Madrid.
En 2018, le ministère de la culture espagnol lui décerne la médaille d'or du mérite des beaux-arts.

## Discographie
- 1992 : Las Voces de la Voz
- 1994 : Concierto en directo
- 2000 : ArteSonado